# ФК «Крылья Советов» Куйбышев в сезоне 1968
Сезон 1968 — 24-й сезон «Крыльев Советов» в чемпионате СССР. По итогам чемпионата команда заняла 18-е место.

## Чемпионат СССР

### Турнирная таблица
| Место | Команда                   | И  | В  | Н  | П  | Мячи  | О  |
| ----- | ------------------------- | -- | -- | -- | -- | ----- | -- |
| 16    | Арарат (Ереван)           | 38 | 11 | 9  | 18 | 34-46 | 31 |
| 17    | Пахтакор (Ташкент)        | 38 | 9  | 11 | 18 | 42-61 | 29 |
| 18    | Крылья Советов (Куйбышев) | 38 | 9  | 11 | 18 | 24-45 | 29 |
| 19    | Торпедо (Кутаиси)         | 38 | 9  | 10 | 19 | 27-48 | 28 |
| 20    | Динамо (Кировабад)        | 38 | 5  | 9  | 24 | 25-59 | 19 |

### Результаты матчей
| 06 апреля 1968 1 тур | СКА (Ростов-на-Дону) | 1:1 | Крылья Советов (Куйбышев) |  |

| 10 апреля 1968 2 тур | Торпедо (Кутаиси) | 0:0 | Крылья Советов (Куйбышев) |  |

| 18 апреля 1968 3 тур | Крылья Советов (Куйбышев) | 2:1 | Динамо (Кировабад) |  |

| 23 апреля 1968 4 тур | Крылья Советов (Куйбышев) | 1:0 | Нефтяник (Баку) |  |

| 28 апреля 1968 5 тур | Крылья Советов (Куйбышев) | 1:0 | Заря (Луганск) |  |

| 02 мая 1968 6 тур | Шахтер (Донецк) | 1:0 | Крылья Советов (Куйбышев) |  |

| 08 мая 1968 7 тур | Торпедо (Москва) | 0:0 | Крылья Советов (Куйбышев) |  |

| 12 мая 1968 8 тур | Крылья Советов (Куйбышев) | 2:0 | Пахтакор (Ташкент) |  |

| 17 мая 1968 9 тур | Крылья Советов (Куйбышев) | 2:0 | Кайрат (Алма-Ата) |  |

| 26 мая 1968 10 тур | ЦСКА (Москва) | 1:0 | Крылья Советов (Куйбышев) |  |

| 01 июня 1968 11 тур | Крылья Советов (Куйбышев) | 2:2 | Динамо (Москва) |  |

| 07 июня 1968 12 тур | Крылья Советов (Куйбышев) | 0:2 | Зенит (Ленинград) |  |

| 11 июня 1968 13 тур | Крылья Советов (Куйбышев) | 0:1 | Динамо (Минск) |  |

| 20 июня 1968 14 тур | Черноморец (Одесса) | 1:1 | Крылья Советов (Куйбышев) |  |

| 24 июня 1968 15 тур | Динамо (Киев) | 1:0 | Крылья Советов (Куйбышев) |  |

| 02 июля 1968 16 тур | Спартак (Москва) | 1:0 | Крылья Советов (Куйбышев) |  |

| 07 июля 1968 17 тур | Локомотив (Москва) | 1:0 | Крылья Советов (Куйбышев) |  |

| 15 июля 1968 18 тур | Крылья Советов (Куйбышев) | 0:1 | Арарат (Ереван) |  |

| 19 июля 1968 19 тур | Крылья Советов (Куйбышев) | 1:0 | Динамо (Тбилиси) |  |

| 27 июля 1968 20 тур | Динамо (Кировабад) | 0:0 | Крылья Советов (Куйбышев) |  |

| 31 июля 1968 21 тур | Нефтяник (Баку) | 1:1 | Крылья Советов (Куйбышев) |  |

| 11 августа 1968 22 тур | Крылья Советов (Куйбышев) | 1:1 | Шахтер (Донецк) |  |

| 16 августа 1968 23 тур | Заря (Луганск) | 1:0 | Крылья Советов (Куйбышев) |  |

| 22 августа 1968 24 тур | Крылья Советов (Куйбышев) | 0:2 | Торпедо (Москва) |  |

| 31 августа 1968 25 тур | Крылья Советов (Куйбышев) | 1:0 | СКА (Ростов-на-Дону) |  |

| 05 сентября 1968 26 тур | Крылья Советов (Куйбышев) | 1:1 | Торпедо (Кутаиси) |  |

| 12 сентября 1968 27 тур | Кайрат (Алма-Ата) | 0:1 | Крылья Советов (Куйбышев) |  |

| 16 сентября 1968 28 тур | Пахтакор (Ташкент) | 1:0 | Крылья Советов (Куйбышев) |  |

| 23 сентября 1968 29 тур | Динамо (Москва) | 5:1 | Крылья Советов (Куйбышев) |  |

| 27 сентября 1968 30 тур | Крылья Советов (Куйбышев) | 0:1 | ЦСКА (Москва) |  |

| 06 октября 1968 31 тур | Динамо (Минск) | 4:1 | Крылья Советов (Куйбышев) |  |

| 12 октября 1968 32 тур | Зенит (Ленинград) | 3:0 | Крылья Советов (Куйбышев) |  |

| 17 октября 1968 33 тур | Крылья Советов (Куйбышев) | 1:0 | Черноморец (Одесса) |  |

| 21 октября 1968 34 тур | Крылья Советов (Куйбышев) | 1:1 | Динамо (Киев) |  |

| 31 октября 1968 35 тур | Крылья Советов (Куйбышев) | 0:0 | Локомотив (Москва) |  |

| 04 ноября 1968 36 тур | Крылья Советов (Куйбышев) | 0:2 | Спартак (Москва) |  |

| 08 ноября 1968 37 тур | Арарат (Ереван) | 1:0 | Крылья Советов (Куйбышев) |  |

| 12 ноября 1968 38 тур | Динамо (Тбилиси) | 7:2 | Крылья Советов (Куйбышев) |  |

## Кубок СССР

### Результаты матчей
| 28 июня 1968 1/16 финала | Строитель (Ашхабад) | 3:0 д.в. | Крылья Советов (Куйбышев) |  |